# Richard Grooten
Richard Grooten (* 17. Juni 1993 in Aachen) ist ein deutscher American-Football-Spieler auf der Safety-Position. Er stand in der Saison 2022 bei Rhein Fire unter Vertrag.

## Werdegang

### Vereins-Football
Grooten wurde durch den Film „Helden aus zweiter Reihe“ und SchülerVZ auf American Football aufmerksam. Er begann anschließend im Jahr 2008 bei den Aachen Vampires mit dem Sport und war zunächst als Runningback aktiv. Bereits in seinem zweiten Jahr wurde er in die nordrhein-westfälische Landesjugendauswahl GreenMachine berufen. Zur Junioren-Saison 2010 wechselte Grooten zu den Köln Falcons, mit denen er 2011 und 2012 den Junior Bowl gewann.
Im Jahr 2013 lief Grooten wieder für die Aachen Vampires auf, doch kehrte er in der Folgesaison bereits wieder zu den Cologne Falcons zurück. Für die Falcons kam er in seiner Debütsaison in der German Football League (GFL) in fünf Spielen zum Einsatz und fing dabei unter anderem zwei Interceptions. Zwischen 2015 und 2018 trug Grooten das Trikot der Düsseldorf Panther, mit denen er nach dem Abstieg 2017 im darauffolgenden Jahr den sofortigen Wiederaufstieg feierte. Dennoch entschied sich Grooten gemeinsam mit anderen Aachener Spielern wie Florian Eichhorn für einen Wechsel zu den Cologne Crocodiles.

### European League of Football
Im Jahr 2021 lief Grooten für die Cologne Centurions in der Premierensaison der European League of Football (ELF) auf. Grooten kam in sieben Spielen vorrangig als Starter zum Einsatz, ehe ihn eine Verletzung stoppte. Zuvor hatte er 16 Tackles, einen Pass-Break-up und eine Interception erzielt. Die Centurions erreichten das Halbfinale, wo sie jedoch gegen den späteren Meister Frankfurt Galaxy ausschieden. Zur Saison 2022 wechselte Grooten zu Rhein Fire um Head Coach Jim Tomsula. Das Franchise mit Sitz in Düsseldorf war der Liga zur zweiten Spielzeit der ELF neu beigetreten. Bei Rhein Fire fungierte Grooten als Stammspieler. In insgesamt zehn Einsätzen verzeichnete er 42 Tackles, zwei Pass-Break-ups und eine Interception.

### Nationalmannschaft
Grooten stand im Kader der deutschen Nationalmannschaft für die World Games 2017 in Breslau. Dort schlug er mit Deutschland als erstes europäisches Team die Delegation der USA und gewann nach der Finalniederlage gegen Frankreich schließlich die Silbermedaille. Nachdem es über mehrere Jahre keine Aktivitäten der Nationalmannschaft mehr gab, wurde Grooten im Januar 2022 erneut in den erweiterten Kader berufen.

### Statistiken
| Jahr                                            | Team               | Spiele | Starts | Passverteidigung | Passverteidigung | Passverteidigung | Passverteidigung | Tackles | Tackles | Tackles | Tackles | Tackles | Fumbles | Fumbles | Fumbles |
| Jahr                                            | Team               | Spiele | Starts | INT              | Yds              | TD               | BrUp             | Total   | Solo    | Ast     | TFL     | Sack    | FF      | FR      | TD      |
| ----------------------------------------------- | ------------------ | ------ | ------ | ---------------- | ---------------- | ---------------- | ---------------- | ------- | ------- | ------- | ------- | ------- | ------- | ------- | ------- |
| German Football League                          |                    |        |        |                  |                  |                  |                  |         |         |         |         |         |         |         |         |
| 2014                                            | Cologne Falcons    | 5      |        | 2                | 108              | 0                | 0                | 12      | 8       | 4       | 1       | 0       | 1       | 0       | 0       |
| 2015                                            | Düsseldorf Panther | 11     |        | 0                | 0                | 0                | 1                | 54      | 27      | 27      | 3       | 0       | 0       | 1       | 0       |
| 2016                                            | Düsseldorf Panther | 12     |        | 1                | 0                | 0                | 4                | 57      | 30      | 27      | 3       | 1       | 1       | 1       | 0       |
| 2019                                            | Cologne Crocodiles | 8      |        | 1                | 0                | 0                | 2                | 25      | 17      | 8       | 3       | 0       | 0       | 0       | 0       |
| GFL Gesamt                                      | GFL Gesamt         | 64     |        | 7                | 113              | 0                | 16               | 232     | 122     | 110     | 15      | 2       | 2       | 2       | 0       |
| German Football League 2                        |                    |        |        |                  |                  |                  |                  |         |         |         |         |         |         |         |         |
| 2017                                            | Düsseldorf Panther | 14     |        | 2                | 2                | 0                | 2                | 36      | 21      | 15      | 3       | 1       | 0       | 0       | 0       |
| 2018                                            | Düsseldorf Panther | 14     |        | 1                | 3                | 0                | 7                | 48      | 19      | 29      | 2       | 0       | 0       | 0       | 0       |
| GFL2 Gesamt                                     | GFL2 Gesamt        | 28     |        | 3                | 5                | 0                | 9                | 84      | 40      | 44      | 5       | 1       | 0       | 0       | 0       |
| European League of Football                     |                    |        |        |                  |                  |                  |                  |         |         |         |         |         |         |         |         |
| 2021                                            | Cologne Centurions | 7      | 5      | 0                | 0                | 0                | 1                | 16      | 10      | 6       | 0       | 0       | 0       | 0       | 0       |
| 2022                                            | Rhein Fire         | 10     | 8      | 1                | 4                | 0                | 2                | 42      | 25      | 17      | 1       | 0       | 0       | 0       | 0       |
| 2023                                            | Rhein Fire         | 2      | 0      | 0                | 0                | 0                | 0                | 0       | 0       | 0       | 0       | 0       | 0       | 0       | 0       |
| 2024                                            | Cologne Centurions | 12     | 10     | 0                | 0                | 0                | 2                | 55      | 30      | 25      | 2       | 1       | 2       | 1       | 0       |
| ELF Gesamt                                      | ELF Gesamt         | 31     | 23     | 1                | 4                | 0                | 5                | 113     | 65      | 48      | 3       | 1       | 2       | 1       | 0       |
| Quellen: stats.gfl.info, sportsmetrics.football |                    |        |        |                  |                  |                  |                  |         |         |         |         |         |         |         |         |

## Privates
Grooten ist vom Beruf Ingenieur in Versorgungs- und Schweißtechnik.